# Santiago Blanco
Santiago Blanco (Puerto de Béjar, 13 juni 1974) is een voormalig Spaans wielrenner. 

## Belangrijkste overwinningen
- 1994
  - Ronde van Navarra

- 1995
  - Ronde van Castilië en León
  - 1 etappe Colorado Cyclist Classic

- 1997
  - 3e etappe Ronde van de Rioja

- 1998
  - 4e etappe Ronde van Asturië

- 1999
  - Subida al Naranco

- 2000
  - 4e etappe Ruta del Sol

- 2001
  - 10e etappe Ronde van Spanje

- 2002
  - 18e etappe Ronde van Spanje

## Resultaten in voornaamste wedstrijden
| Jaar | Ronde van Italië | Ronde van Frankrijk | Ronde van Spanje |
| ---- | ---------------- | ------------------- | ---------------- |
| 1996 |                  |                     | 33e              |
| 1997 |                  | 27e                 |                  |
| 1998 |                  | opgave              | 32e              |
| 1999 | opgave           |                     | 10e              |
| 2000 | 11e              |                     | 13e              |
| 2001 |                  | opgave              | 21e (1)          |
| 2002 |                  | 57e                 | 45e (1)          |

| Jaar | Milaan-San Remo | Amstel Gold Race | Luik-Bast.‑Luik | Ronde van Lombardije |  | WK op de weg |
| ---- | --------------- | ---------------- | --------------- | -------------------- |  | ------------ |
| 1996 |                 | 82e              |                 | 42e                  |  |              |
| 1997 | 97e             |                  | 72e             |                      |  |              |
| 1998 |                 |                  | 55e             |                      |  |              |
| 1999 |                 |                  | 39e             | 20e                  |  | 24e          |
| 2000 |                 |                  |                 |                      |  |              |
| 2001 |                 |                  |                 | 46e                  |  | 57e          |
| 2002 |                 |                  |                 |                      |  |              |